# Slobodan Martinović

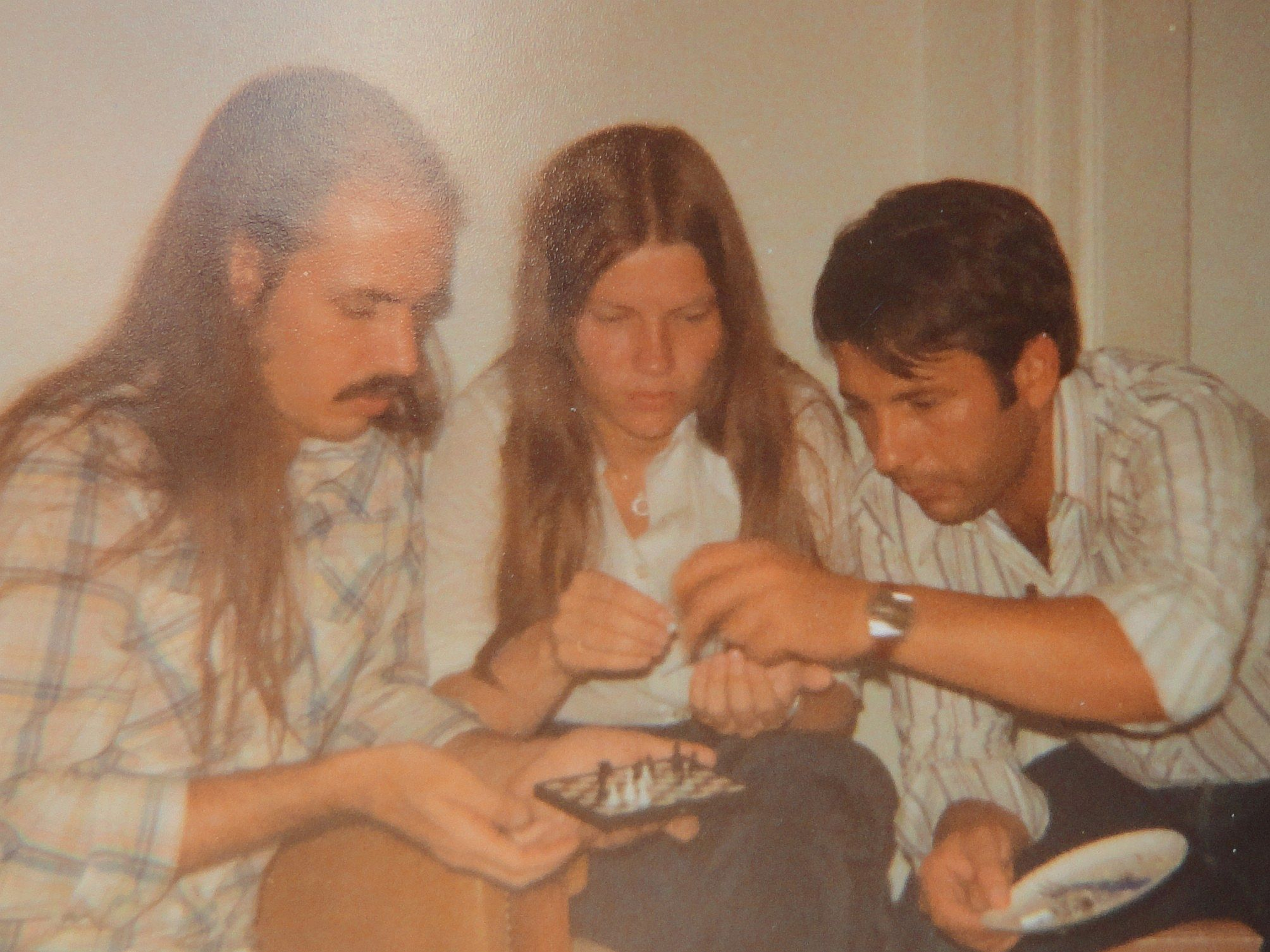
Slobodan Martinović (rechts) analysiert beim Interzonenturnier in Rio de Janeiro 1979 mit Gisela Fischdick, Teilnehmerin am Interzonenturnier der Frauen.

Slobodan Martinović (* 25. Juli 1945 in Belgrad; † 10. Januar 2015 in Smederevo) war ein jugoslawischer, später serbischer Schachspieler.
Im Jahre 1979 erhielt er den Großmeistertitel von der FIDE. Für das damalige Jugoslawien nahm er 1968 und 1969 an den Mannschafts-Weltmeisterschaften der Studenten teil. Am Spitzenbrett der jugoslawischen Nationalmannschaft gewann er 1981 den Mitropa-Cup in Luxemburg.
Vereinsschach spielte er in der höchsten deutschen Spielklasse, der Schachbundesliga, in den Saisons 1996/97, 1997/98 und 2003/04 für SCA St. Ingbert. In der österreichischen Staatsliga spielte er 1998/99 für den SK Kufstein sowie 1999/2000 und 2000/01 den ESV Austria Graz.

## Nachweise
1. ↑  1979 Rio de Janeiro Interzonal Tournament auf Mark-Weeks (englisch)
2. ↑  Willy Iclicki: FIDE Golden book 1924–2002. Euroadria, Slovenia, 2002, S. 77.
3. ↑  WORLD STUDENT TEAM CHESS CHAMPIONSHIP - Martinović, Slobodan auf OlimpBase (englisch)

| Personendaten    | Personendaten            |
| ---------------- | ------------------------ |
| NAME             | Martinović, Slobodan     |
| KURZBESCHREIBUNG | serbischer Schachspieler |
| GEBURTSDATUM     | 25. Juli 1945            |
| GEBURTSORT       | Belgrad                  |
| STERBEDATUM      | 10. Januar 2015          |
| STERBEORT        | Smederevo                |